# Vera Aceva
Vera Aceva - Dosta (n. 24 noiembrie 1919, Oreovec⁠(d), Macedonia de Nord – d. 10 noiembrie 2006, Skopje, Macedonia de Nord) a fost o comunistă macedoneană, participantă la al Doilea Război Mondial în Iugoslavia și o eroină națională.

## Între cele două războaie mondiale
Din cauza unei situații financiare precare, Aceva a trebuit să-și întrerupă educația după cel de-al doilea an de gimnaziu și să-și găsească de lucru. A lucrat în industria tutunului.
Ea a devenit o parte din mișcarea forței de muncă la vârsta de 16 ani. A devenit membră a Ligii Comuniștilor din Iugoslavia la începutul anilor 1940. În luna septembrie a aceluiași an, la conferința provincială a fost aleasă ca membră a Comitetului Regional al Ligii Comuniștilor din Iugoslavia pentru Macedonia. Din septembrie 1940 până în iunie 1941 a fost Secretara Comitetului Local în Prilep.

## Al Doilea Război Mondial în Iugoslavia
Aceva a fost una dintre primii organizatori ai Detașamentului de Partizani din Prilep. La începutul anului 1942 a lucrat în Liga Comuniștilor din Iugoslavia în Skopje, apoi ca instructor de partid în Strumica, Bitola și Štip. În august 1943 a devenit comisar al detașamentului Shar, iar când la 11 noiembrie 1943 a fost formată prima brigadă Macedonia-Kosovo, Aceva a fost aleasă comisar politic adjunct. Ea a fost în această poziție până în ianuarie 1944, când a devenit secretara politică a celui de-al Treilea și al Patrulea Comitet Districtual al Ligii Comuniștilor din Macedonia. În august 1944 a participat la prima sesiune de mișcare anti-fascistă pentru Eliberare Națională din Macedonia, la care a fost selectată în prezidiu.

## După eliberare
După eliberare, Aceva a avut mai multe funcții manageriale. În 1948 a fost Primar al orașului Skopje. La cel de-al Cincilea Congres al Partidului Comunist din Iugoslavia, în iulie 1948, a fost aleasă în Comitetul Central al Ligii Comuniștilor din Iugoslavia. În martie 1949, în timpul reconstrucției guvernului Republicii Socialiste Macedonia, a fost aleasă în funcția de Ministru al Agriculturii. Au  urmat ca funcțiiː membru al Consiliului Federal Executiv, Membru al Parlamentului în mai multe adunări ale Poporului Republicii Macedonia și RSFI.
În 1960 Aceva a intrat în conflict cu Secretarul Partidului Comunist din Macedonia, în acel moment fiind Lazăr Koliševski, acuzându-l de luare a deciziilor împreună cu Vidoe Smilevski - Bato în afara Comitetului Executiv al Ligii Comuniștilor din Macedonia. La reuniunea din 18 octombrie 1960, Aleksandar Rankovic a venit de la Belgrad și a stat de partea lui Koliševski. Aceva a fost forțată să se retragă și s-a mutat să lucreze în Belgrad.
În 1991 a publicat cartea „Letter to Svetozar Vukmanovik - Tempo” („Scrisoare către Svetozar Vukmanovik - Tempo”).